# Barenaked Ladies
Barenaked Ladies (často zkracováno BNL, popř. BnL) je kanadská rocková skupina. Barenaked Ladies vznikla v roce 1988 ve městě Scarborough, později městské části odloučené od Toronta. Nejznámější jsou jejich singly "One Week", "The Old Apartment", "Pinch Me", "If I Had $1000000" a "Brian Wilson". Několikrát získali Juno Awards a byli nominováni na Grammy Awards. Jsou proslulí pro jejich veselý, komediální styl. Původní keyboardista Andy Creeggan opustil skupinu v roce 1995 a zakládající člen skupiny Steven Page odešel v roce 2009. Nahráli též hlavní znělku sitcomu Teorie velkého třesku (The Big Bang Theory) jménem Big Bang Theory.

## Diskografie
- Gordon (1992)
- Maybe You Should Drive (1994)
- Born on a Pirate Ship (1996)
- Rock Spectacle (1996)
- Stunt (1998)
- Maroon (2000)
- Everything to Everyone (2003)
- Barenaked for the Holidays (2004)
- Barenaked Ladies Are Me (2006)
- Barenaked Ladies Are Men (2007)
- Snacktime! (2008)
- All in Good Time (2010)
- Grinning Streak (2013)
- Silverball (2015)
- Fake Nudes(2017)